# Live in Chicago
Live in Chicago è un dvd live dei Guns N' Roses, registrato al Rosemont Horizon di Chicago il 9 aprile 1992 e pubblicato nel 2006.

## Tracce
1. Nightrain – 5:14
2. Mr. Brownstone – 4:30
3. Live and Let Die – 3:10
4. Attitude – 1:31
5. It's So Easy – 3:10
6. Wild Horses – 3:52
7. Patience – 7:06
8. Double Talkin' Jive – 8:02
9. Civil War – 8:47
10. Welcome to the Jungle – 5:04
11. November Rain – 9:25
12. You Could Be Mine – 5:49
13. Band Introduction – 1:11
14. Godfather Theme – 2:31
15. Coma – 9:34

## Formazione
- Axl Rose
- Slash
- Duff McKagan
- Matt Sorum
- Gilby Clarke
- Dizzy Reed